# Parc Wertheimstein

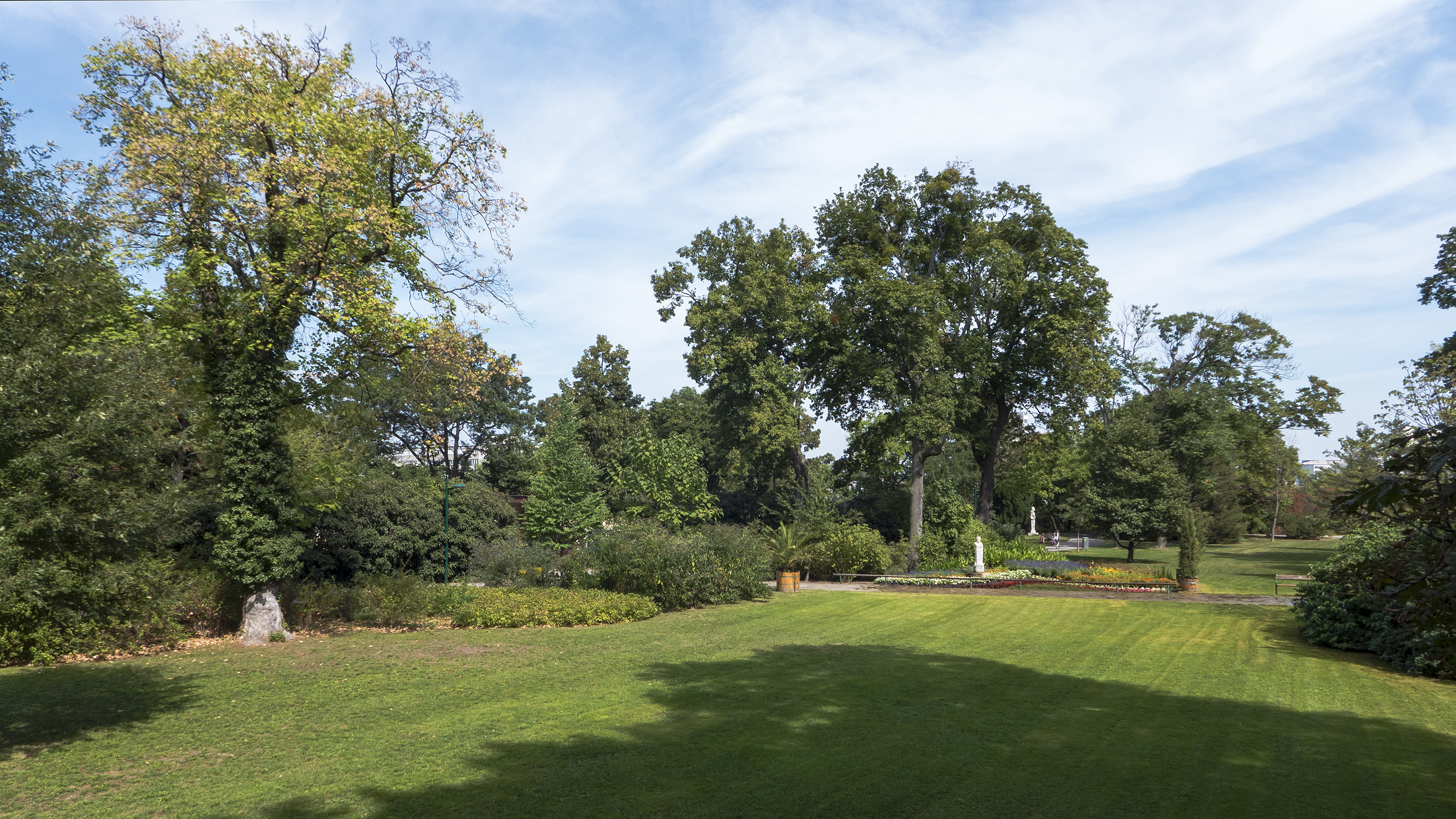
Parc Wertheimstein

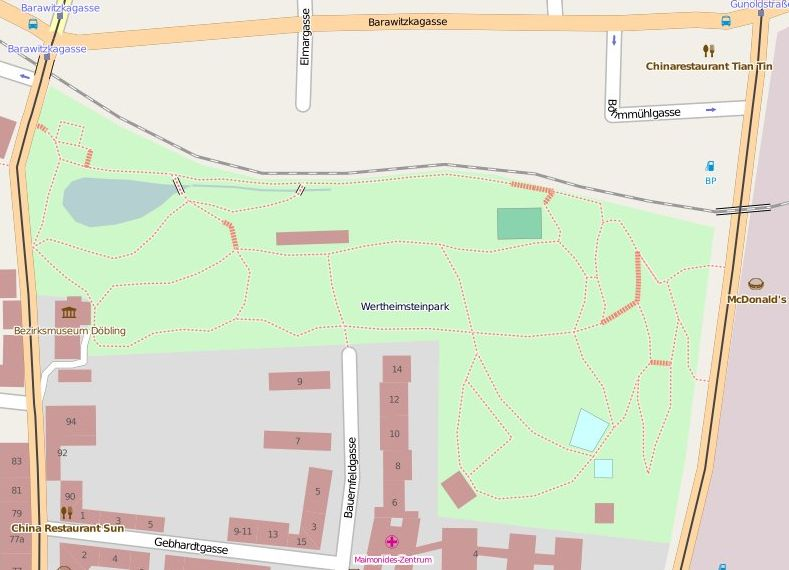
Plan du parc Wertheimstein

Le parc Wertheimstein est un parc de Vienne d'environ 62 500 m² situé dans le quartier d'Oberdöbling sur une pente naturelle vers le canal du Danube.

## Le parc

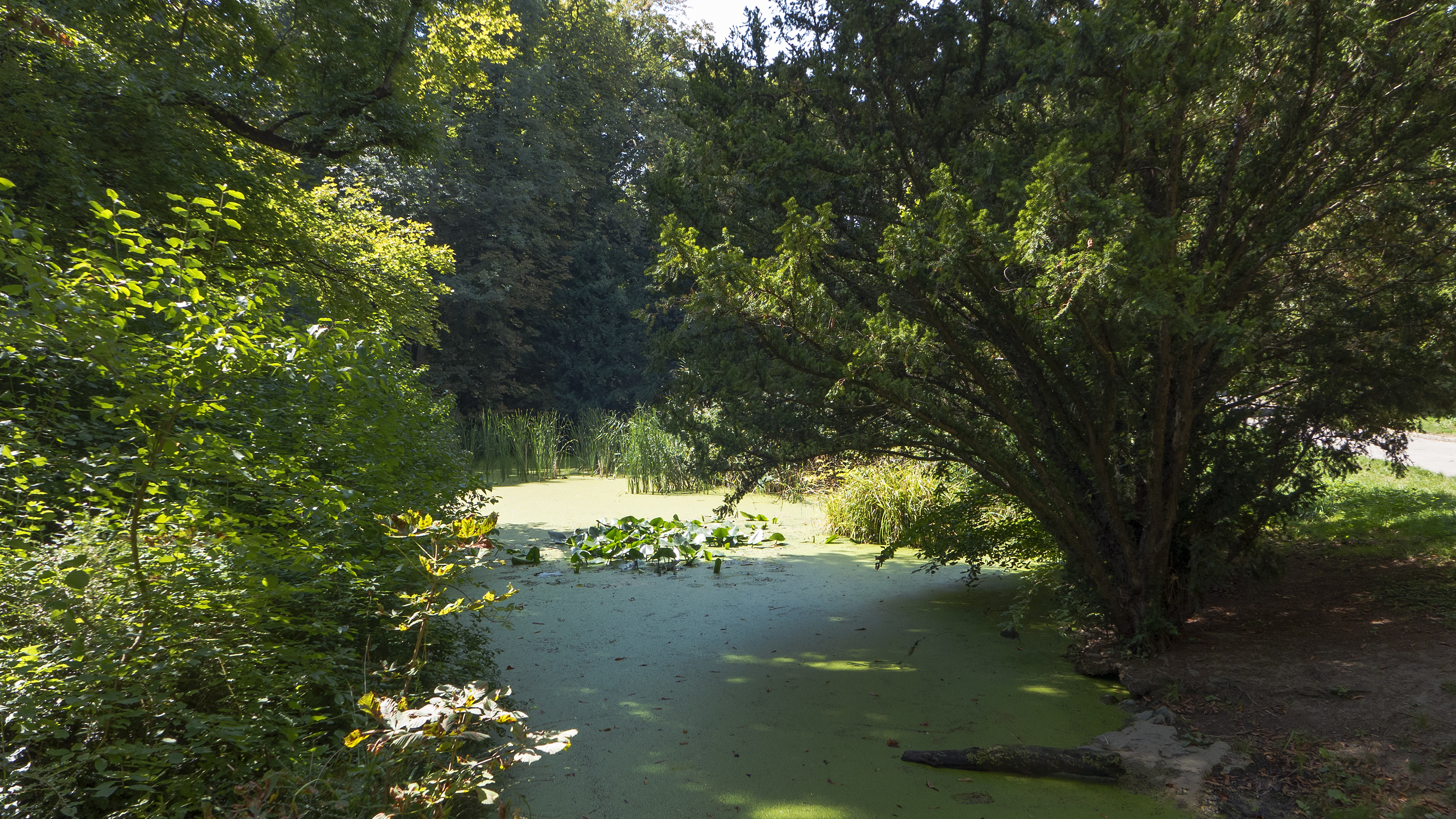
Le Krottenbach

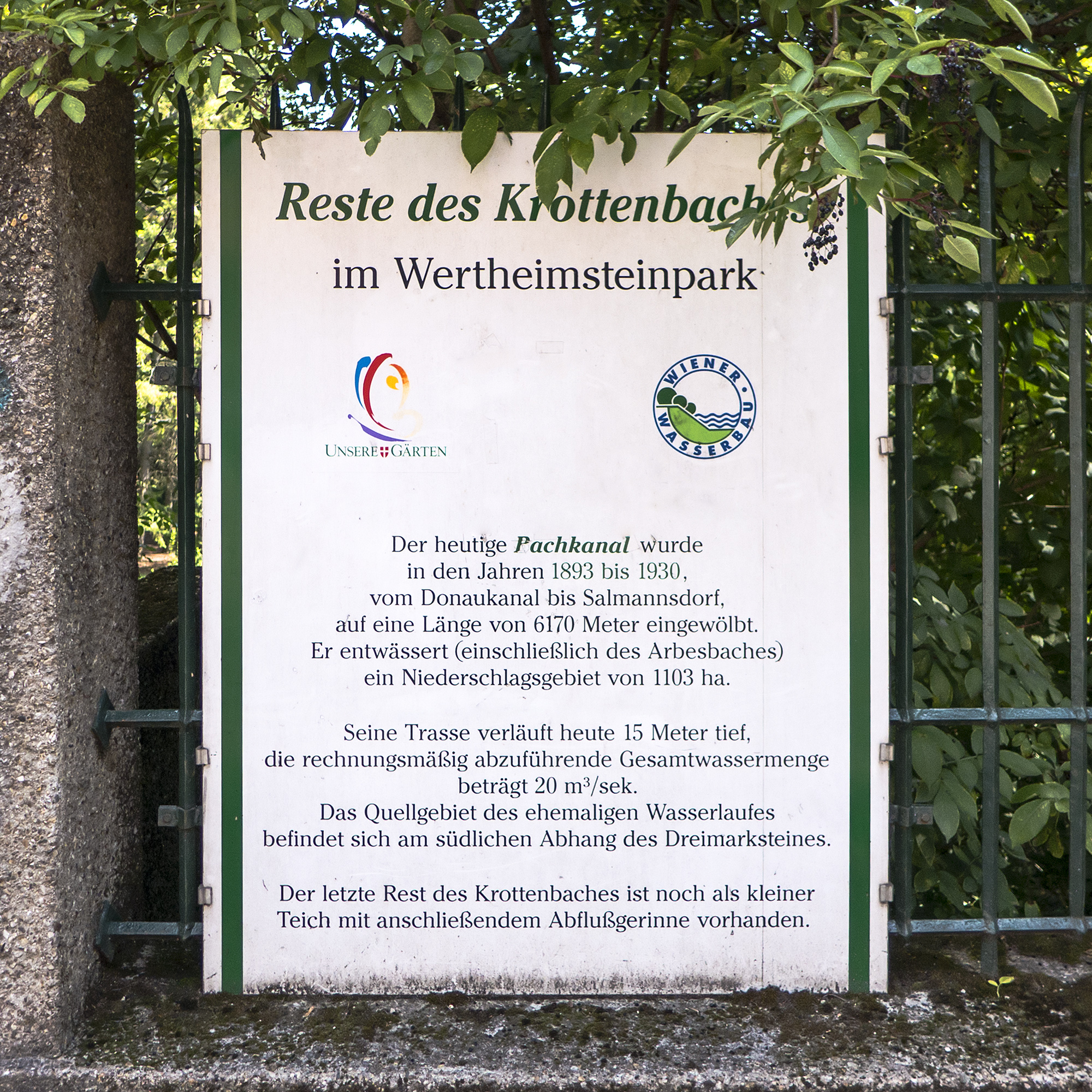
Panneau d'information sur le Krottenbach

Le relief du parc est très structuré. Le Krottenbach a été voûté de Salmannsdorf jusqu'au canal du Danube entre 1893 et 1930. Le dernier élément subsistant dans le parc est un petit étang et un canal de drainage encore alimentés par des sources naturelles.
Le parc abrite de nombreuses plantes anciennes et exotiques. Outre la pierre commémorative du fondateur, le parc contient également un buste de l'écrivain Ferdinand von Saar, ami de longue date de la famille Wertheimstein, érigé en 1914 et conçu par Franz Seifert ; un monument érigé en 1924 pour le poète Franz Keim et un buste de Julius Schlegel érigé en 1975, le sauveur des trésors artistiques du Mont Cassin.

## Histoire
En 1833, le fabricant de textile Rudolf von Arthaber (1795–1867) acquiert la ferme de Tulln. En 1834/35, il fit construire à côté la maison de campagne, plus tard appelée Villa Wertheimstein, et aménager un jardin privé. Parallèlement, il y fait construire le premier palmier et la première serre d'Autriche, qui n'existent plus aujourd'hui. Il a ensuite acheté le Kamaldolenserfreihof adjacent et agrandi le parc. Les invités de la maison comprenaient les plus beaux cercles sociaux de la ville royale ainsi que des membres de la famille impériale.
Après la mort d'Arthaber, la galerie de tableaux fut vendue aux enchères : Leopold Ritter von Wertheimstein (1801-1883) et son épouse Joséphine (1820-1894) achetèrent la villa et le terrain aux héritiers. Wertheimstein était banquier, conseiller financier, consul et délégué syndical des Rothschild. C'était un bourgeois qui dépensait également beaucoup d'argent en art et en littérature. Le salon littéraire de la famille, le Salon Wertheimstein, comptait parmi ses invités permanents quelques personnalités célèbres et devint un centre intellectuel et libéral de Vienne. Après la mort de sa mère, le salon fut continué par sa fille Franziska von Wertheimstein (1844-1907). Franziska a légué la villa et le parc à la ville de Vienne dans son testament à la condition que le parc soit toujours préservé en tant qu'espace vert public.
Le 20 juin 1909 le parc a été ouvert au public. La bibliothèque a ouvert ses portes en juillet 1912. Dans la période 1938-1945, le parc s'appelait « Parc Dietrich-Eckart ». Le musée du district de Döbling est installé dans la villa depuis 1964, ainsi qu'un musée du vin dans le bâtiment voisin. Un biotope de lézards a été créé en 1992 sur le mur de soutènement face à la Heiligenstädter Straße.

## Monuments

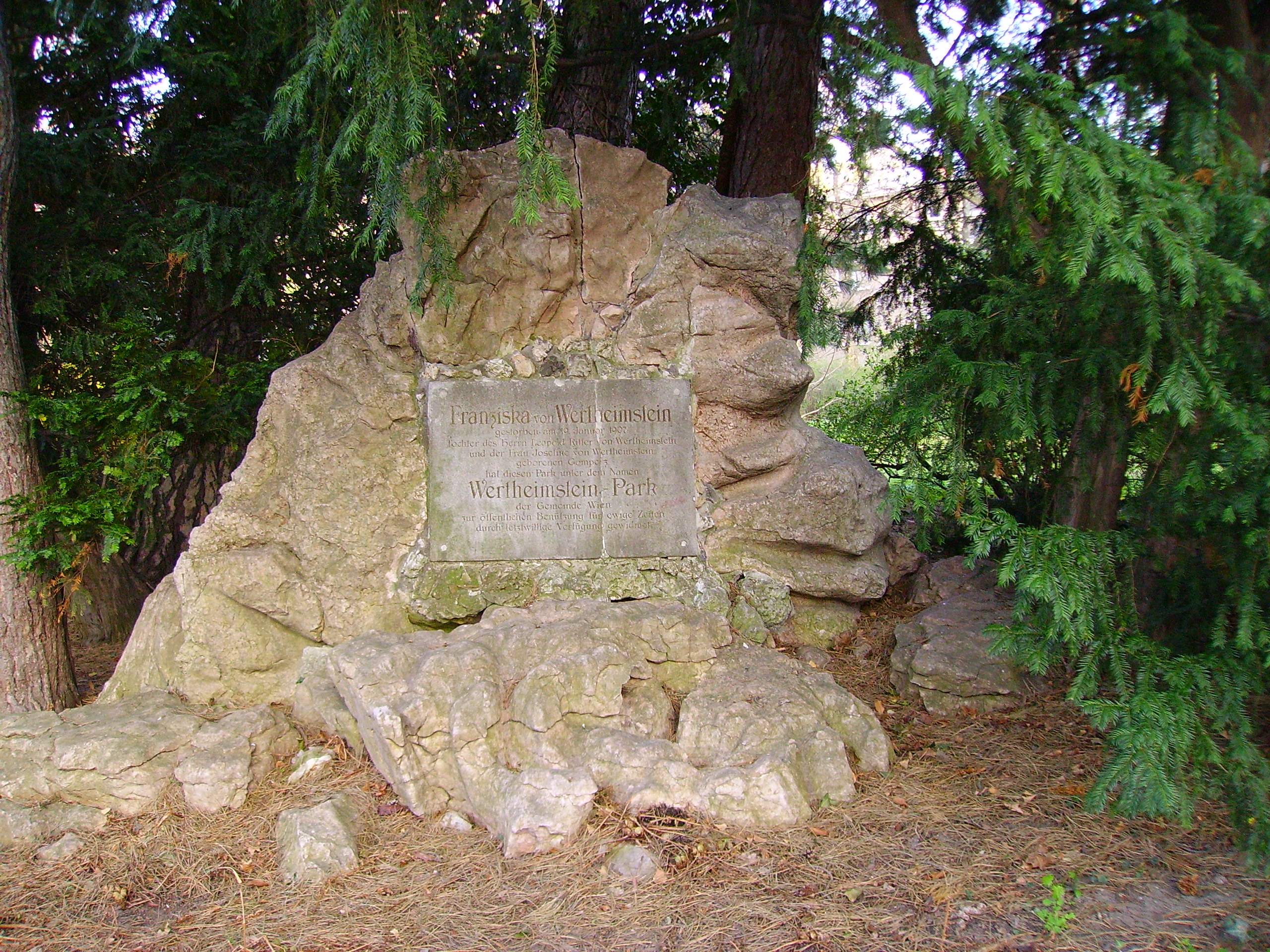
Monument au fondateur
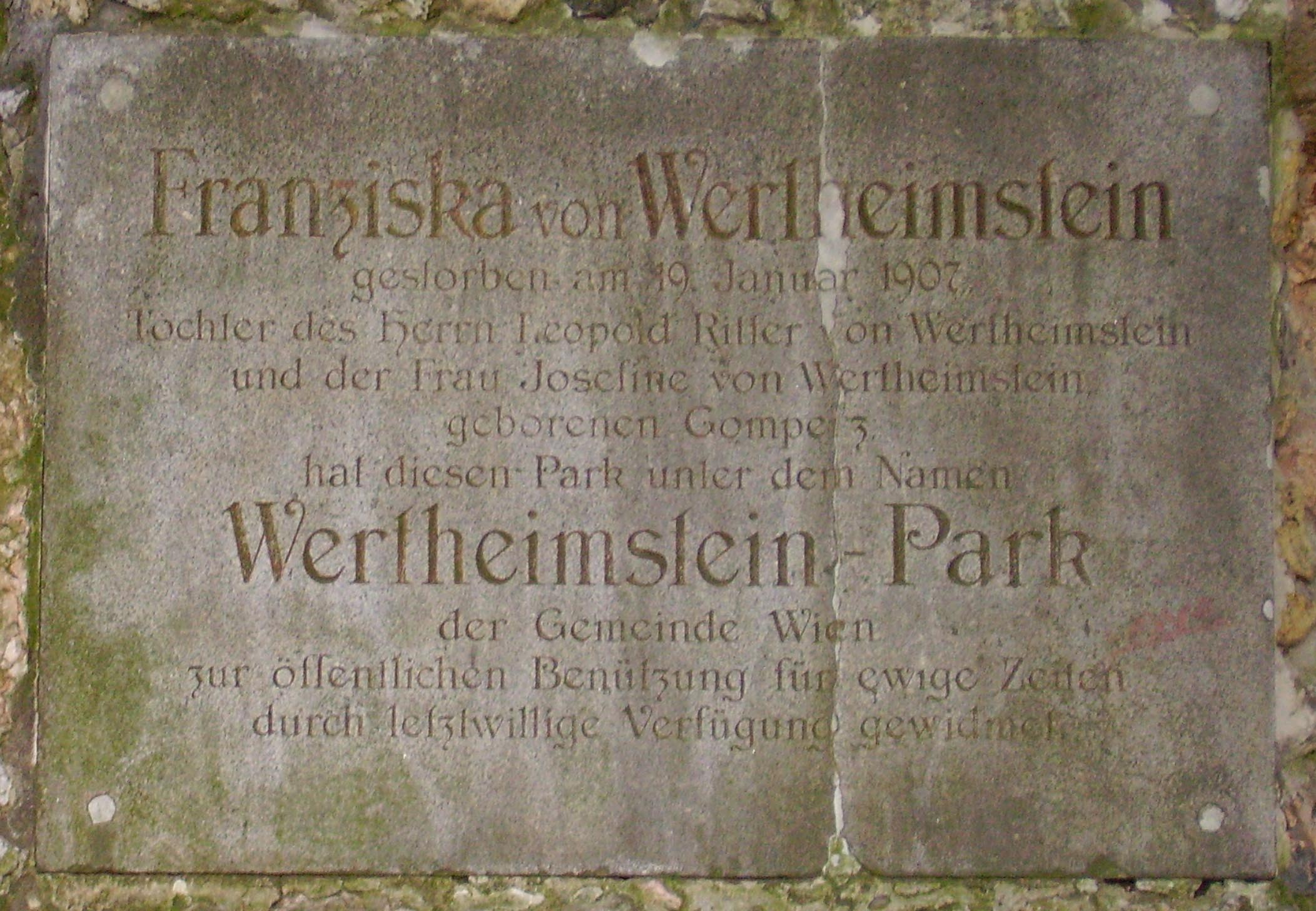
Monument au fondateur, détail
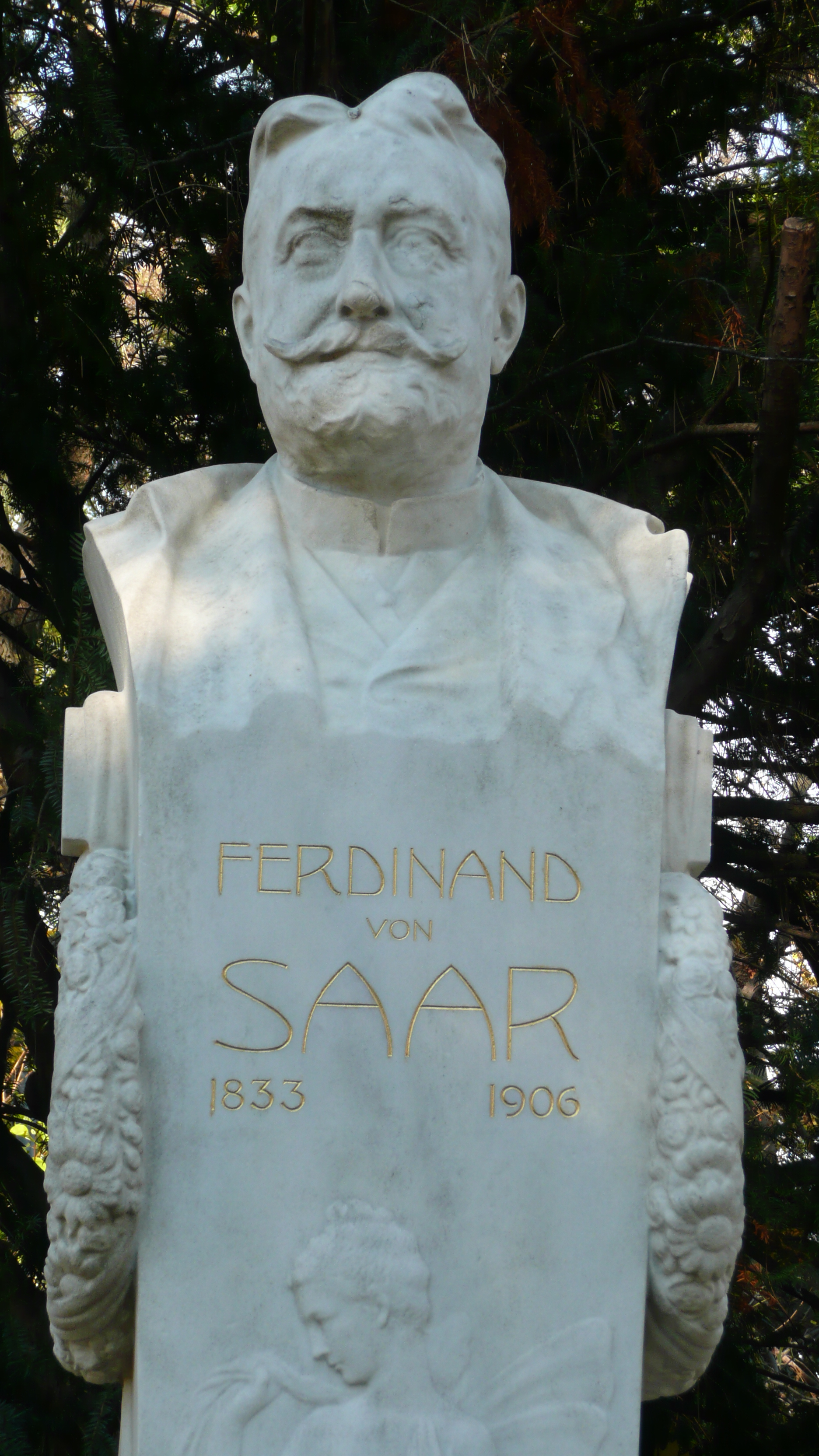
Franz Keim
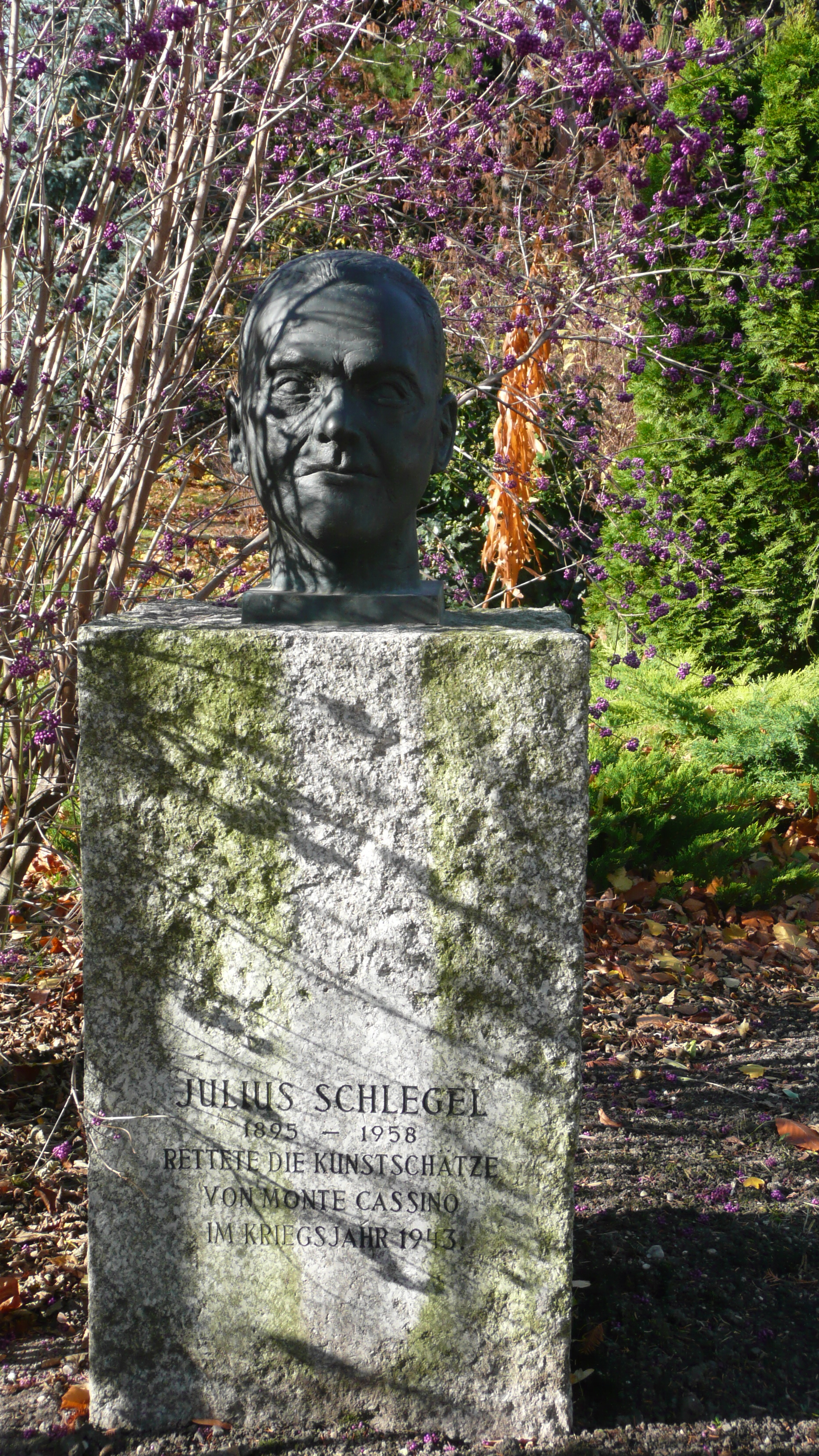
Jules Schlegel

L'inscription sur le mémorial du fondateur se lit comme suit : « Franziska von Wertheimstein, décédée le 19 janvier 1907, la fille de M. Leopold Ritter von Wertheimstein et de Mme Josefine von Wertheimstein, née Gomperz, a consacré ce parc sous le nom de Parc Wertheimstein à la municipalité de Vienne pour un usage public à perpétuité par le biais d'un dernier testament ».

## Liens web
- Parc Wertheimstein. Site Internet de la ville de Vienne.
- Siegfried Weyr : Du jardin du manoir au parc du petit bonhomme. (Memento du 14 janvier 2013 dans les archives Web archive.today)

## Source de traduction
- (de) Cet article est partiellement ou en totalité issu de l’article de Wikipédia en allemand intitulé « Wertheimsteinpark » (voir la liste des auteurs).